# Nouvion-et-Catillon
Nouvion-et-Catillon ist eine französische Gemeinde mit 523 Einwohnern (Stand: 1. Januar 2022) im Département Aisne der Region Picardie. Sie gehört zum Arrondissement Laon und zum Kanton Marle. 

## Geographie
Die Gemeinde Nouvion-et-Catillon liegt am Südwestrand der Thiérache an der Mündung des Péron in die Serre, etwa 20 Kilometer nordnordwestlich von Laon. Nachbargemeinden von Nouvion-et-Catillon sind Surfontaine im Norden, La Ferté-Chevresis im Nordosten, Mesbrecourt-Richecourt im Osten, Remies im Osten und Südosten, Monceau-lès-Leups im Süden, Courbes im Südwesten, Nouvion-le-Comte im Westen sowie Renansart im Nordwesten. Durch den Süden der Gemeinde führt die Autoroute A26.

## Geschichte
1845 wurde die Gemeinde durch die Zusammenlegung von Nouvion-l’Abbesse und Catillon-du-Temple gebildet. Zum 1. Januar 1979 wurde das bis dahin eigenständige Pont-à-Bucy Teil der Gemeinde. 

### Bevölkerungsentwicklung
| Jahr                       | 1962 | 1968 | 1975 | 1982 | 1990 | 1999 | 2006 | 2016 | 2022 |
| Einwohner                  | 585  | 515  | 501  | 506  | 547  | 500  | 528  | 479  | 523  |
| Quellen: Cassini und INSEE |      |      |      |      |      |      |      |      |      |

## Sehenswürdigkeiten
- Kirche Saint-Rémy in Nouvion-et-Catillon
- Kirche Saint-Denis im Ortsteil Pont-à-Bucy
- ehemalige Templer-Kapelle

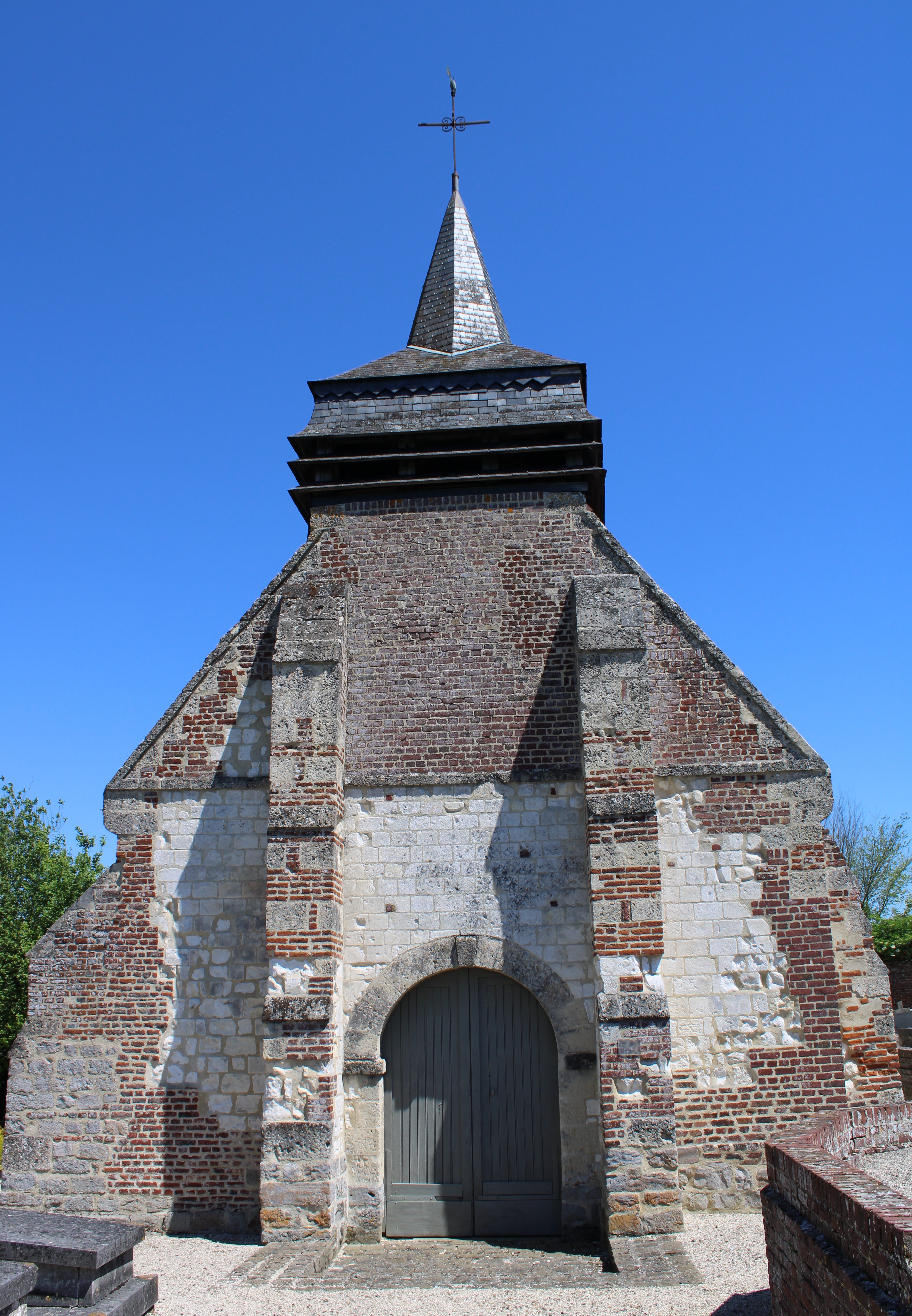
Kirche Saint-Denis in Pont-à-Bucy
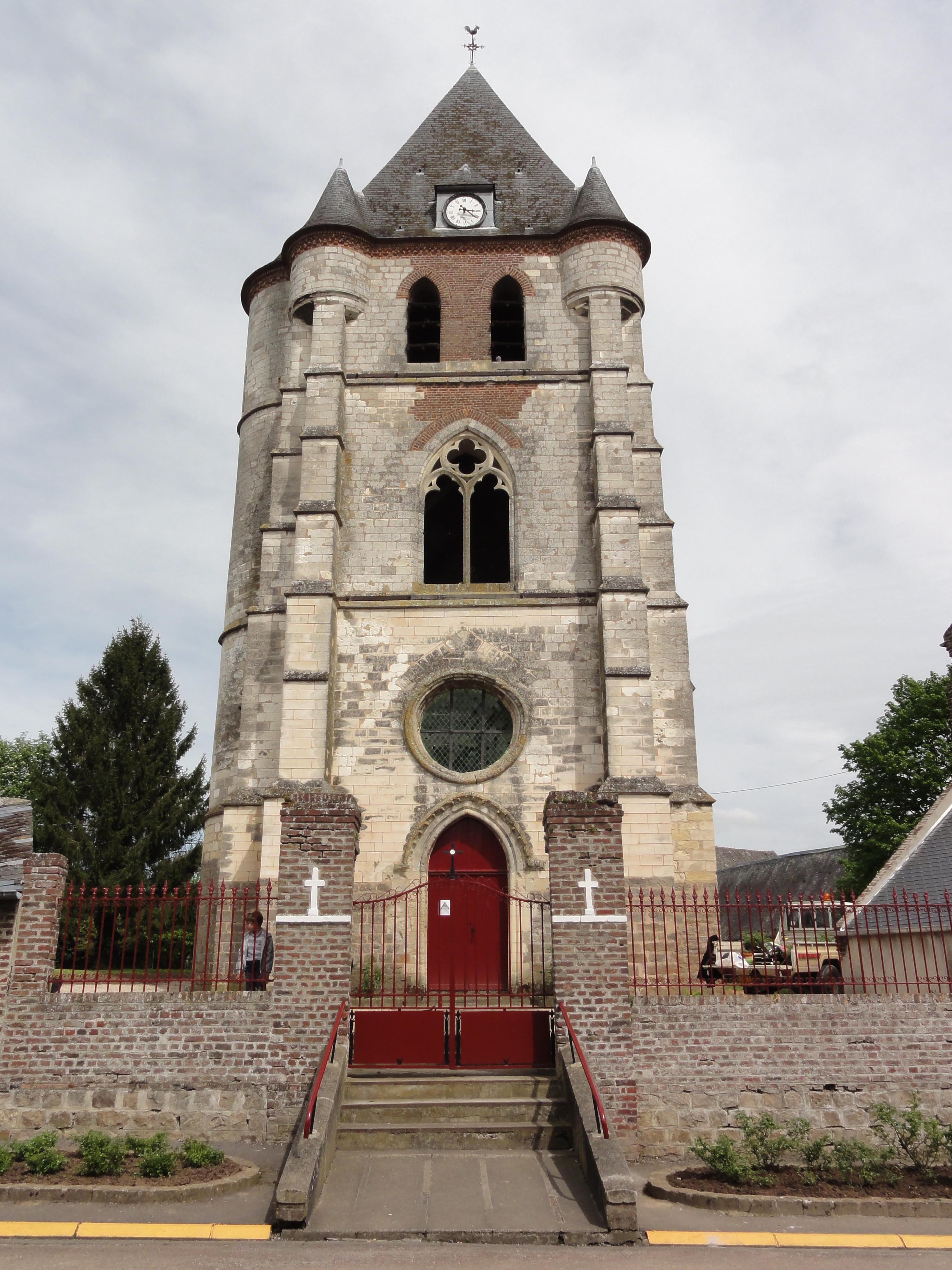
Kirche Saint-Rémy
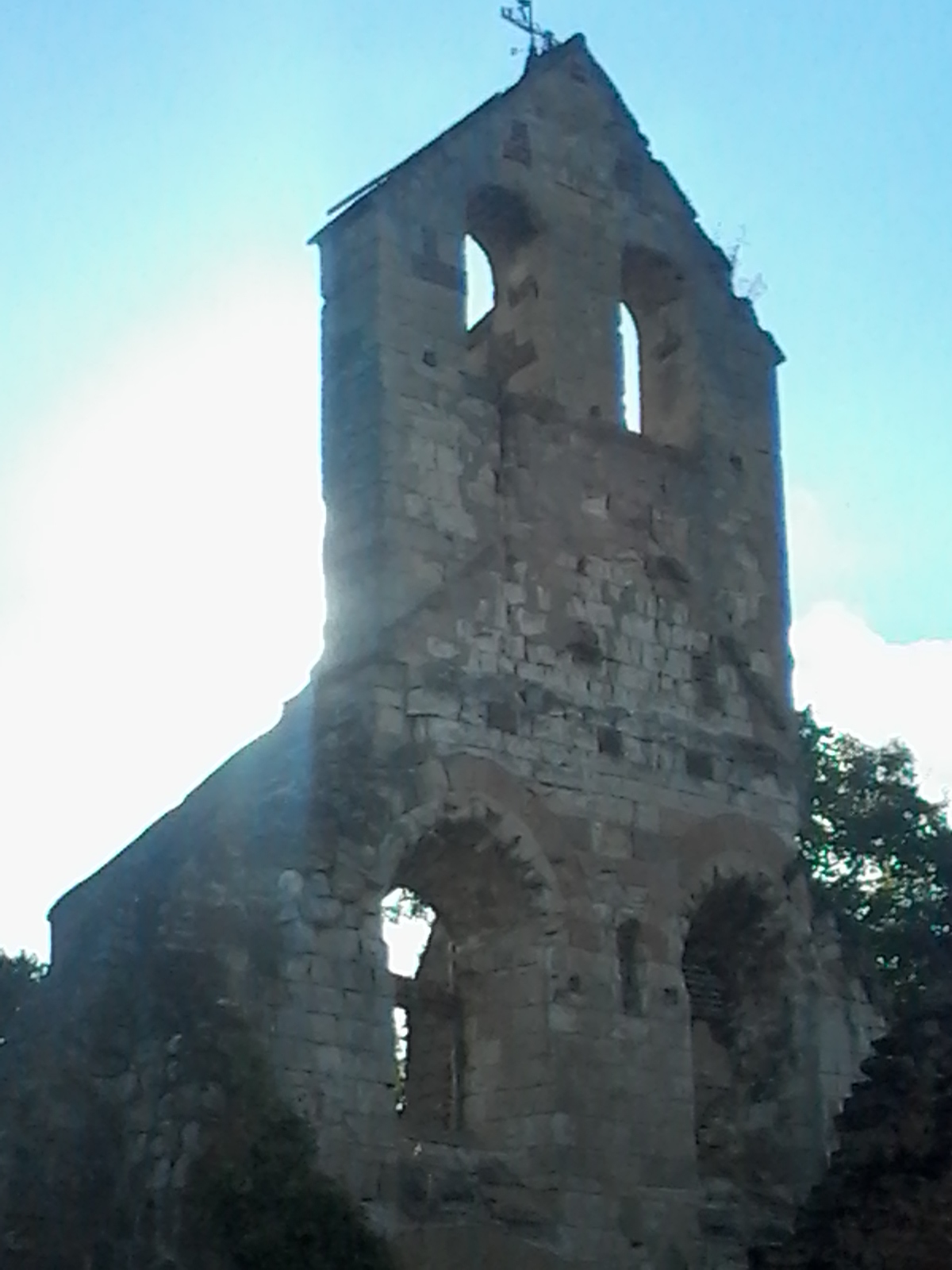
Reste der Templerkapelle